# Плёс (город)
Плёс (исторически Плёсо) — город на Волге, административный центр Плёсского городского поселения в составе Приволжского района Ивановской области.
Плёс считается одним из древнейших городов на территории современной Ивановской области. Город был основан в первой половине XII века. Первое летописное упоминание Плёса датируется апрелем 1141 года (по другим данным, первое достоверное упоминание относится к 1238 году).
Входит в перечень исторических поселений федерального значения. Является популярным туристическим центром: входит в четвёрку самых посещаемых туристами малых городов России (2017) и занимает первое место в стране по числу туристов на одного жителя (2017). Население — 1896 чел. (2021). Промышленных предприятий в Плёсе нет.

## География
Расположен на севере Ивановской области, на правобережных холмах Волги (Горьковское водохранилище), в устье речки Шохонки — правого притока Волги. Наивысшая точка города — 54 м над уровнем Волги. Расстояние по автотрассе до районного центра Приволжска — 18 км, до областного центра Иваново — 69 км, до Москвы — 396 км. Ширина Волги в районе Плёса — 650—700 метров. Высота Соборной горы (горы Свободы) — 54,5 метра, высота Петропавловской горы (горы Левитана) — 50 метров над уровнем Волги.

## Палеонтология
Плёс — место обнаружения ископаемых остатков темноспондильных амфибий, обитавших в раннем триасовом периоде. В отложениях, относящихся к слудкинскому горизонту (нижний оленёкский ярус) нижнего триаса, найдены образцы Wetlugasaurus angustifrons (сборы Ф. М. Кузьмина, 1931 г., первоначально описанные как Volgosuchus cornutus Ефремовым в 1940 г.) и Angusaurus weidenbaumi (сборы М. Вейденбаума, 1931 г., первоначально Trematosuchus weidenbaumi Кузьмина, 1937 г.).

## Этимология
По одной из версий, название происходит от старославянского «плёс» — озеро, позже трансформировавшегося в значение «отрезок реки от поворота до поворота». Описание герба города, утверждённого в 1779 году Екатериной II, гласит: «Во 2-й части щита въ серебряномъ полѣ рѣка, съ выходящимъ изъ нея плесомъ, означающее имя сего города», что указывает на значение «речной залив» или «заводь», возможно, образованную намывной косой Шохонки (Перебор).

## История

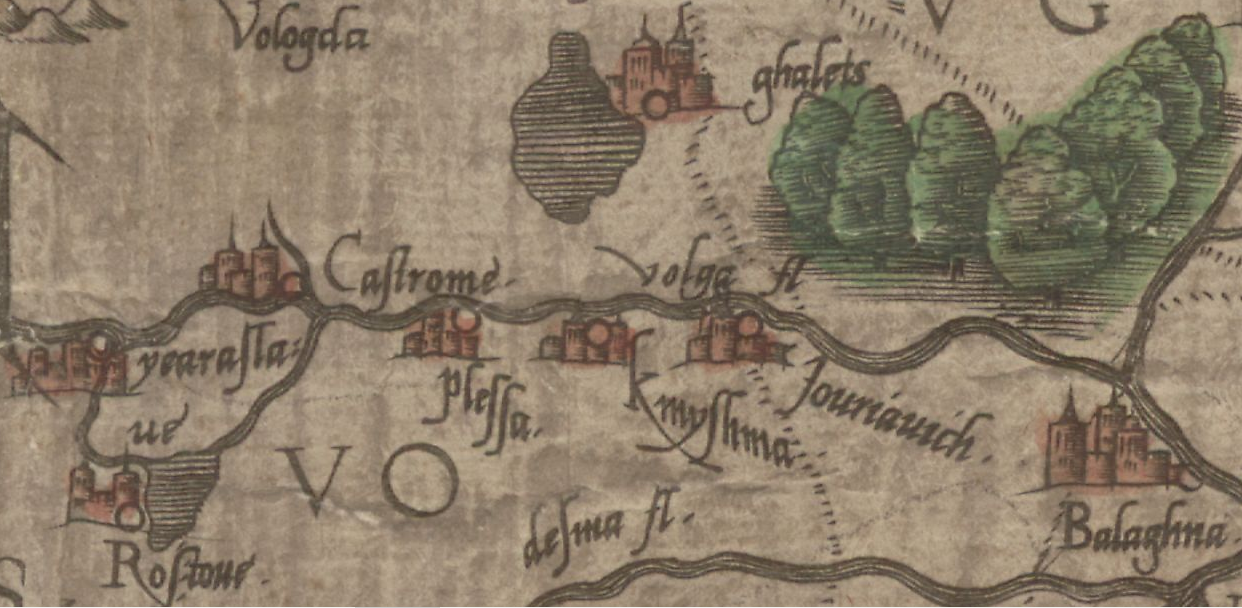
Плёсо на карте «Описание России, Московии и Тартарии», изданной английским послом и путешественником Энтони Дженкинсоном в 1562 году в Лондоне

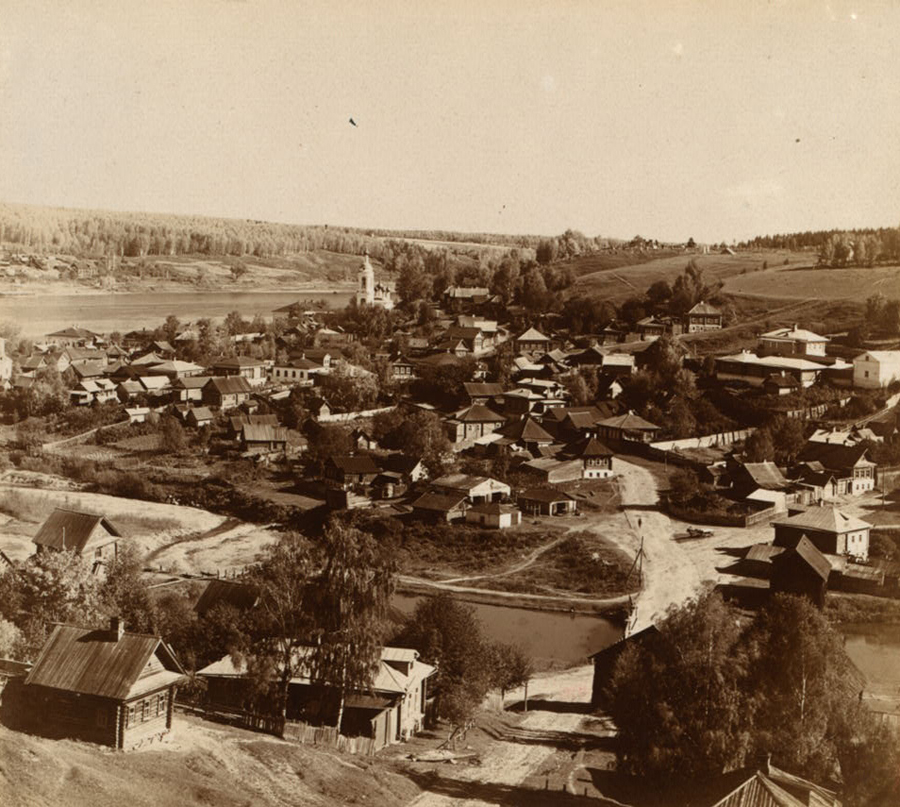
Плёс, Заречье. Фотография 1910 года

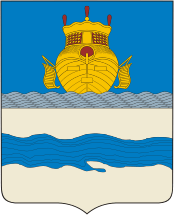
Исторический герб Плёса, утверждённый в 1779 году

Плёс был основан в первой половине XII века на землях, принадлежавших финно-угорскому племени меря. Первое летописное упоминание города датируется апрелем 1141 года: в «Новгородской летописи» сообщается, что в Плёсе был пойман новгородский посадник Якун Мирославич, бежавший вместе с князем Святославом Ольговичем от гнева новгородцев под руку владимиро-суздальского князя Юрия Долгорукого. Основателем первой плёсской крепости считается князь Юрий Долгорукий. Археологические находки, в частности височные кольца X—XII веков, характерные для финно-угорского племени весь, свидетельствуют об использовании этого волжского пути не только славянами, но и прибалтийскими финно-уграми.
Первая плёсская крепость, деревянная, располагалась на мысу Соборной горы и была пограничным укреплением, защищавшим северо-восточные рубежи Владимиро-Суздальской Руси от Волжской Булгарии. Торгово-ремесленное население размещалось на посаде у подножия горы (территория современной набережной и Заречья). Эта крепость погибла в феврале 1238 года во время нашествия Батыя, что подтверждается следами пожара и останками защитников, обнаруженными при раскопках. Плёс упоминается в «Сказании о разорении Рязани Батыем» в числе разрушенных городов. Однако поселение не было полностью уничтожено и упоминается в XIII веке в былине «Щелкан Дюдентьевич» как место сбора дани. В конце XIV века Плёс значится в «Список русских городов дальних и ближних».
В 1410 году, после нашествия Едигея (1408), великий князь московский Василий I Дмитриевич повелел построить на Соборной горе новую деревянную крепость с двойными стенами, заполненными сырцовым кирпичом и камнем, и покрытыми известковой побелкой для защиты от возгорания. Это укрепление стало частью единой таможенно-оборонительной системы Московского княжества на Волге. Свободный проход судов мимо Плёса был возможен только при наличии пропускной грамоты или уплате пошлины; этому способствовал каменный лабиринт в русле Волги (Винная и Косая гряды) и сторожевые пункты в Порошине и Сторожеве. В 1471 году Плёс посетил тверской купец Афанасий Никитин, отметивший в «Хожение за три моря», что его пропустили беспрепятственно. Крепость 1410 года, предположительно, сгорела во время нашествия казанских татар в 1429 году, после чего были возведены новые, меньшие по размеру, укрепления. В XV—XVI веках Плёс неоднократно становился местом сбора войск и военных действий (например, сражение с казанскими татарами в 1540 году).
В период Смутного времени, в 1609 году, в Плёсе вспыхнуло восстание против интервентов, которое было подавлено отрядами пана Чижевского и пана Мартына Собельского, высланными суздальским воеводой Фёдором Плещеевым; город был взят. Ранее, 10 (20) февраля 1609 года, отряд М. Собельского совместно с казаками из отряда Лисовского, также занял Плёс. В конце марта 1612 года в Плёсе останавливалось Второе народное ополчение под предводительством Кузьмы Минина и князя Дмитрия Пожарского на пути в Ярославль.
После присоединения Казанского и Астраханского ханств к Русскому государству Плёс утратил своё стратегическое военное значение. К началу XVII века он трансформировался в центр обширной Плёсской десятины — церковного округа. К концу XVII столетия Плёс приобрёл роль торговых ворот для формировавшегося в восточной части Волго-Клязьминского междуречья будущего Иваново-Шуйского промышленного района. Старейшим из сохранившихся каменных храмов города является собор Успения Пресвятой Богородицы (1699).
Преобразования Петра I способствовали развитию промышленности в Плёсе. В начале XVIII века город, благодаря выгодному расположению на Волге и удобным подъездным путям, по экономическому значению превосходил многие другие поволжские города. В период с 1778 года по 1784 год здесь возникли три полотняные мануфактуры, производившие фламское полотно, пестрядь, равендук и другую продукцию. Со второй половины XVIII века в Плёсе росло число суконных, полотняных, кожевенных и винокуренных предприятий.
Указом императрицы Екатерины II от 1778 года Плёс получил статус уездного города Костромского наместничества. Тогда же городу был пожалован герб (утверждён 29 мая 1779 года): «в верхнем голубом поле щита — галерная корма с тремя фонарями и опущенными лестницами (герб Костромской губернии), в нижней части щита — речной плёс в серебряном поле». С конца XVIII века экономическое развитие Плёса ускорилось: в городе насчитывалось два кирпичных и два солодовенных завода, пивоварня, две миткалевые фабрики; плёсские купцы вели активную торговлю с другими городами, чему способствовали налаженные почтовые и торговые пути. Управление городом осуществлялось городничим, назначаемым правительством, и выборными органами: с 1779 года действовал магистрат (два бургомистра и четыре ратмана), а с 1785 года — городская шестигласная дума во главе с городским головой.
В 1797 году, при императоре Павле I, Костромское наместничество было преобразовано в Костромскую губернию, а Плёс, бывший уездным центром, был переведён в разряд заштатных городов Нерехтского уезда. Этот статус город сохранял до октября 1917 года. В 1812 году Плёс стал одним из центров формирования отрядов костромского народного ополчения. В 1834 году Плёс описывался как посад с почтовой станцией, имевший 284 двора; через город проходила малая почтовая дорога из Нерехты в Юрьевец.
В 60-х годах XIX века Плёс достиг наивысшего экономического подъёма, поскольку при отсутствии железных дорог он являлся ближайшей волжской пристанью для городов Шуи и Иванова, где с конца XVIII века быстро развивалась текстильная промышленность. После постройки в 1871 году железной дороги Иваново — Кинешма транспортное значение Плёса существенно снизилось, что привело к экономическому упадку. Существует предание, что плёсские купцы «откупились» от строительства железной дороги до города, опасаясь разорения.
На рубеже XIX—XX веков, с развитием судоходства по Волге, Плёс стал привлекать туристов из Москвы и превратился в популярное дачное место. Его «заброшенность», историко-культурная индивидуальность и уникальные природные условия привлекали творческую интеллигенцию. История Плёса с конца XIX века неразрывно связана с именем художника Исаака Левитана, создавшего здесь около двухсот своих произведений. В 1891 году Левитан гостил в имении Сушнево (Владимирская губерния) у сестры С. Т. Морозова, где общался с В. О. Ключевским. В мае 1892 года Левитан вместе с С. П. Кувшинниковой поселился в деревне Городок на реке Пекше, где им были написаны известные картины, включая «Владимирку».
В 1909 году в Плёсе был построен городской водопровод. В 1910 году в городе прошли торжества по случаю 600-летия (датировка основания велась от 1410 года), в рамках которых был открыт памятник (бюст) великому князю Василию I Дмитриевичу. В том же году Плёс впервые посетил оперный певец Фёдор Шаляпин, который к 1914 году построил здесь дачу (после 1924 года стала домом отдыха).
В советский период Плёс развивался как курортное место. В 1920-х — 1930-х годах здесь были открыты дома отдыха и санатории, в том числе противотуберкулёзный санаторий «Плёс» (1927). В 1939 году в Плёсе и его окрестностях снимался фильм «Минин и Пожарский». В 1972 году был открыт Мемориальный Дом-музей И. И. Левитана, а в 1982 году город получил статус историко-архитектурного и художественного музея-заповедника. В 1997 году открылся Музей пейзажа.
После распада СССР экономическое положение Плёса, как и многих малых городов России, осложнилось; наблюдалось существенное сокращение численности населения (см. раздел «Население»). В 2009 году Плёс привлёк внимание федеральных СМИ в связи с сообщениями о возможном обустройстве правительственной резиденции на территории бывшей дворянской усадьбы Миловка, расположенной в окрестностях города, для тогдашнего президента Дмитрия Медведева.

## Религия
В Плёсе находятся 9 православных храмов:
- Успенская церковь, чаще именуемая собором (1699);
- Церковь Воскресения Христова (1817);
- Троицкая (1808) и Введенская (1828) церкви в Троицкой слободе;
- Церковь Святой Варвары (1821);
- Преображенская церковь (1840);
- Деревянная церковь Воскресения (1699) — перестроена в советское время под клуб, в 1982 г. отреставрирована и перенесена в Плёс из села Билюково Ильинского района Ивановской области;
- Часовня Архистратига Михаила (деревянная, 1825) — перенесена из деревни Антоново Приволжского района Ивановской области, освящена как церковь (2018);
- Петропавловская каменная церковь (1845), в советское время снесены купол и колокольня, не восстанавливалась.

Высота самой высокой колокольни (Варваринской) — 35 метров, высота колокольни Воскресенской церкви — 32,5 м, Троицкой церкви — 32 м, Успенского собора — 25 м. Угол наклона колокольни Варваринской церкви — 10 градусов.

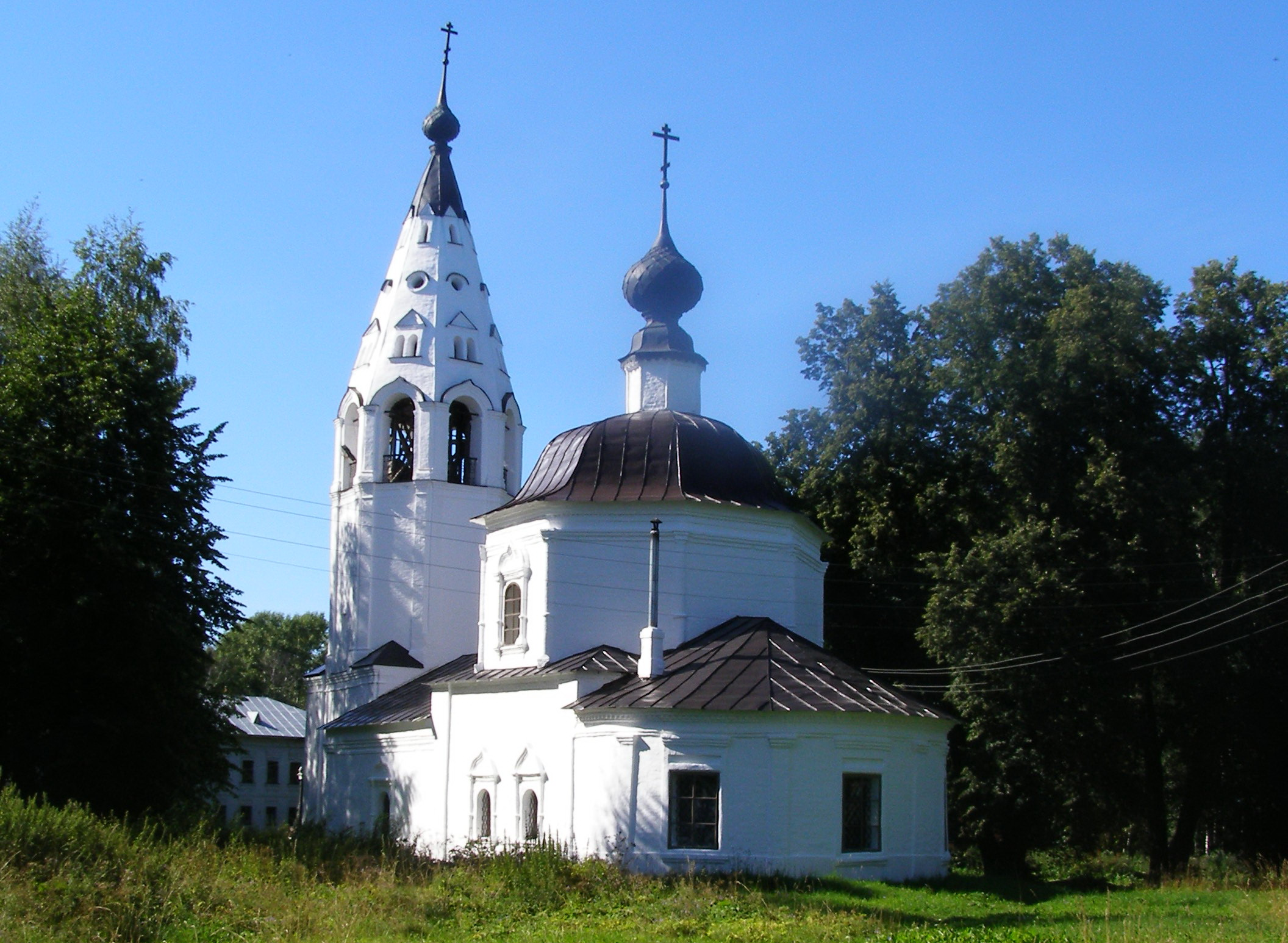
Успенский собор на Соборной горе
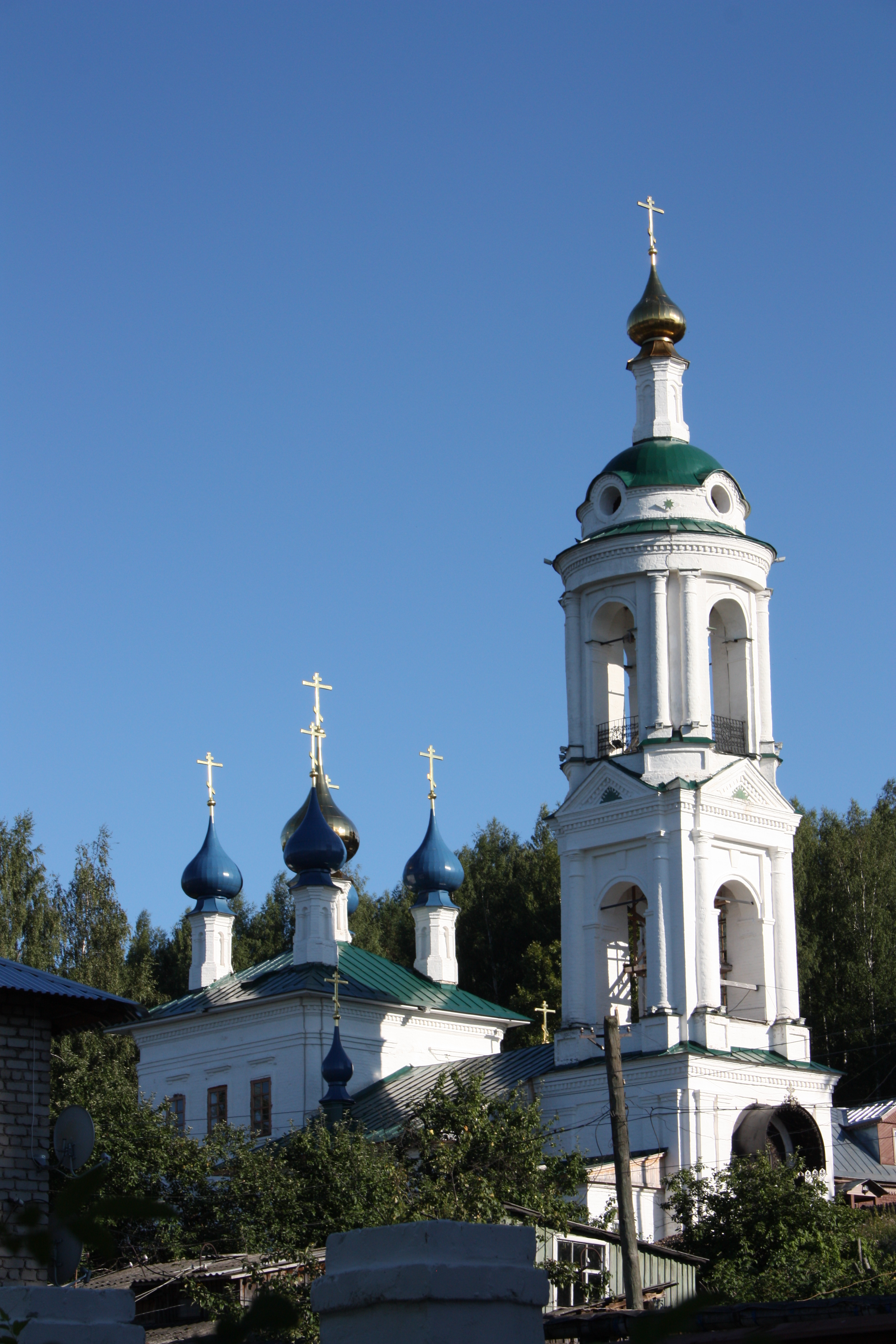
Церковь Святой Варвары
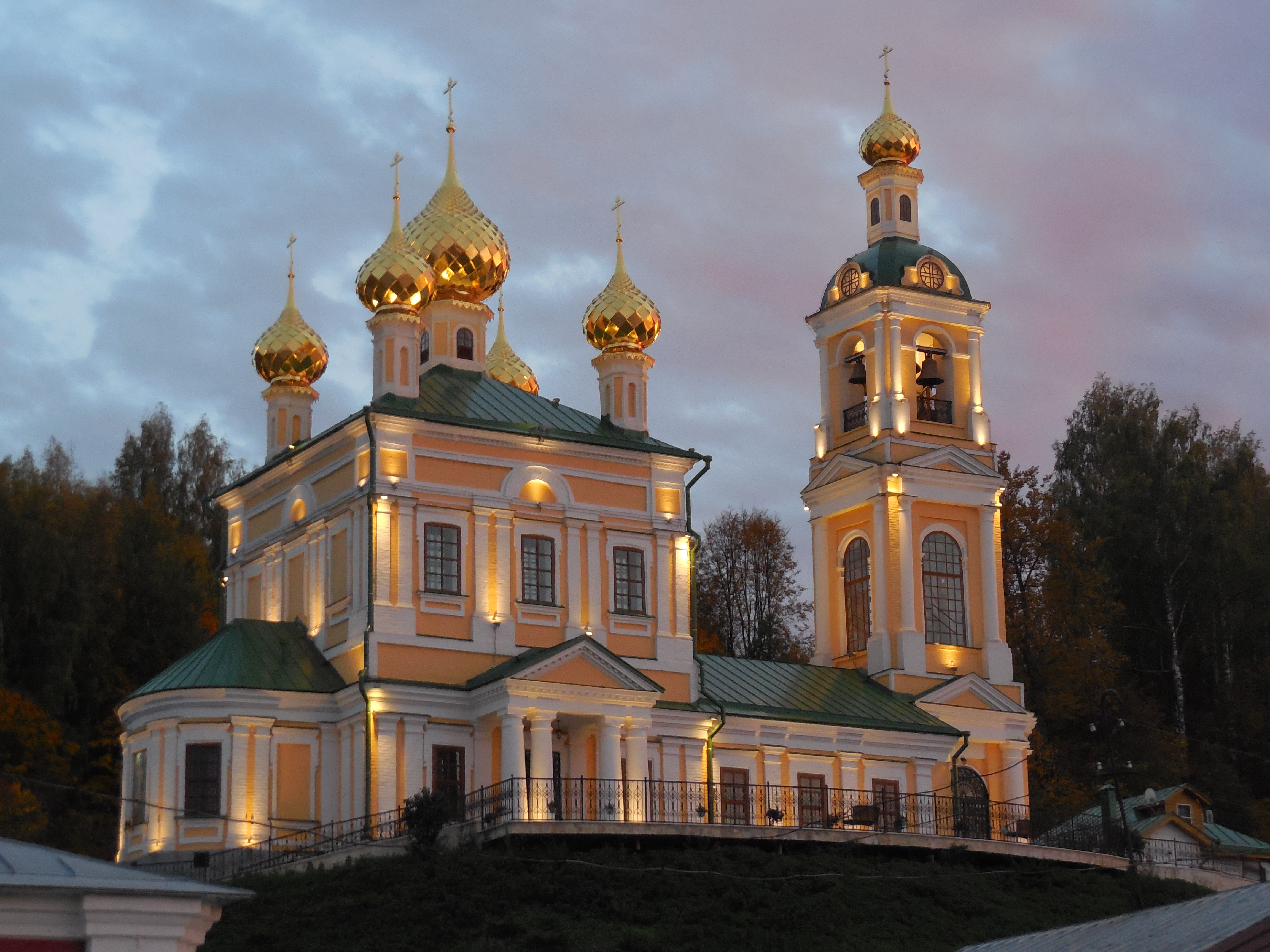
Воскресенская церковь после поновления
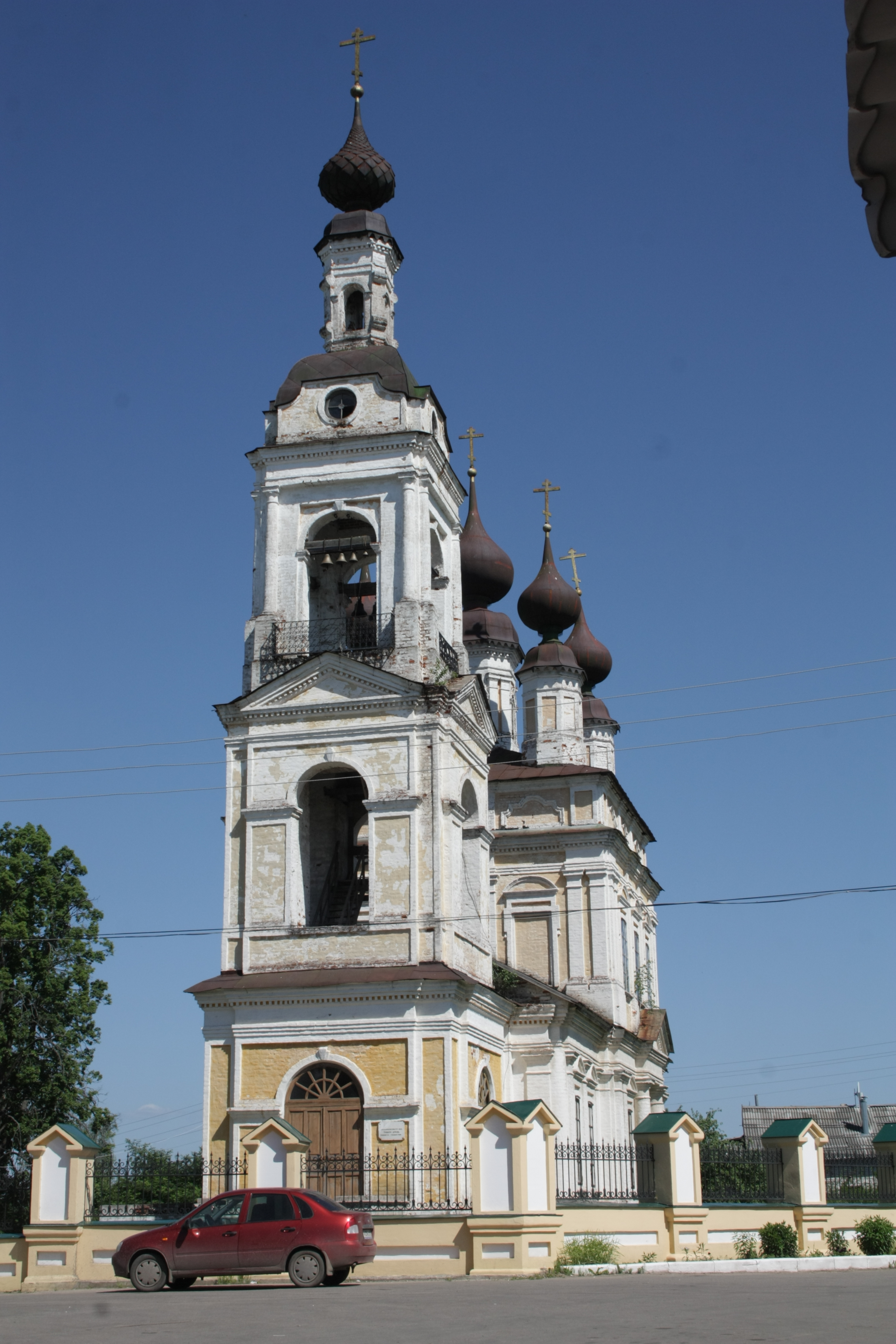
Троицкая церковь
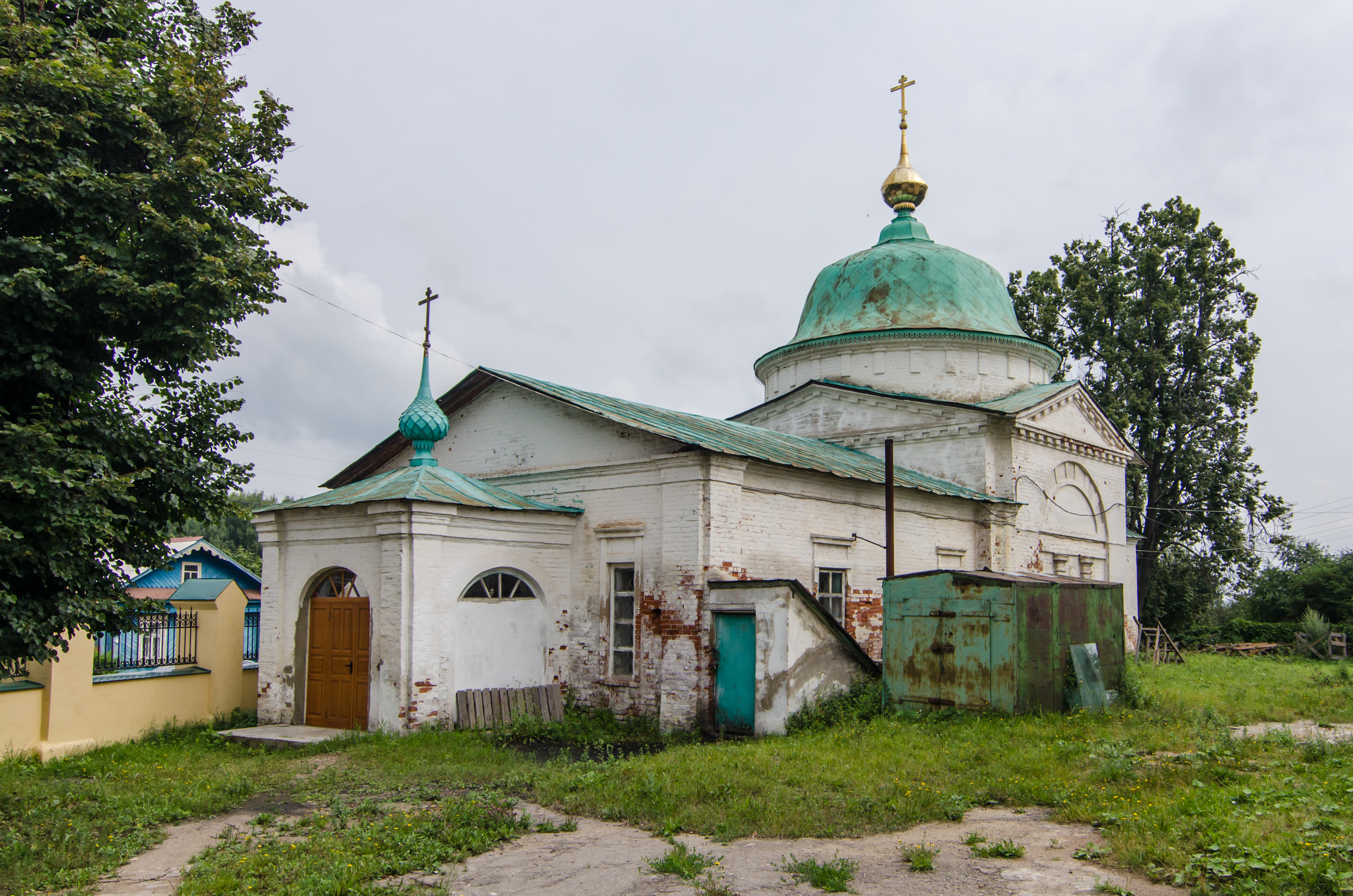
Введенская церковь
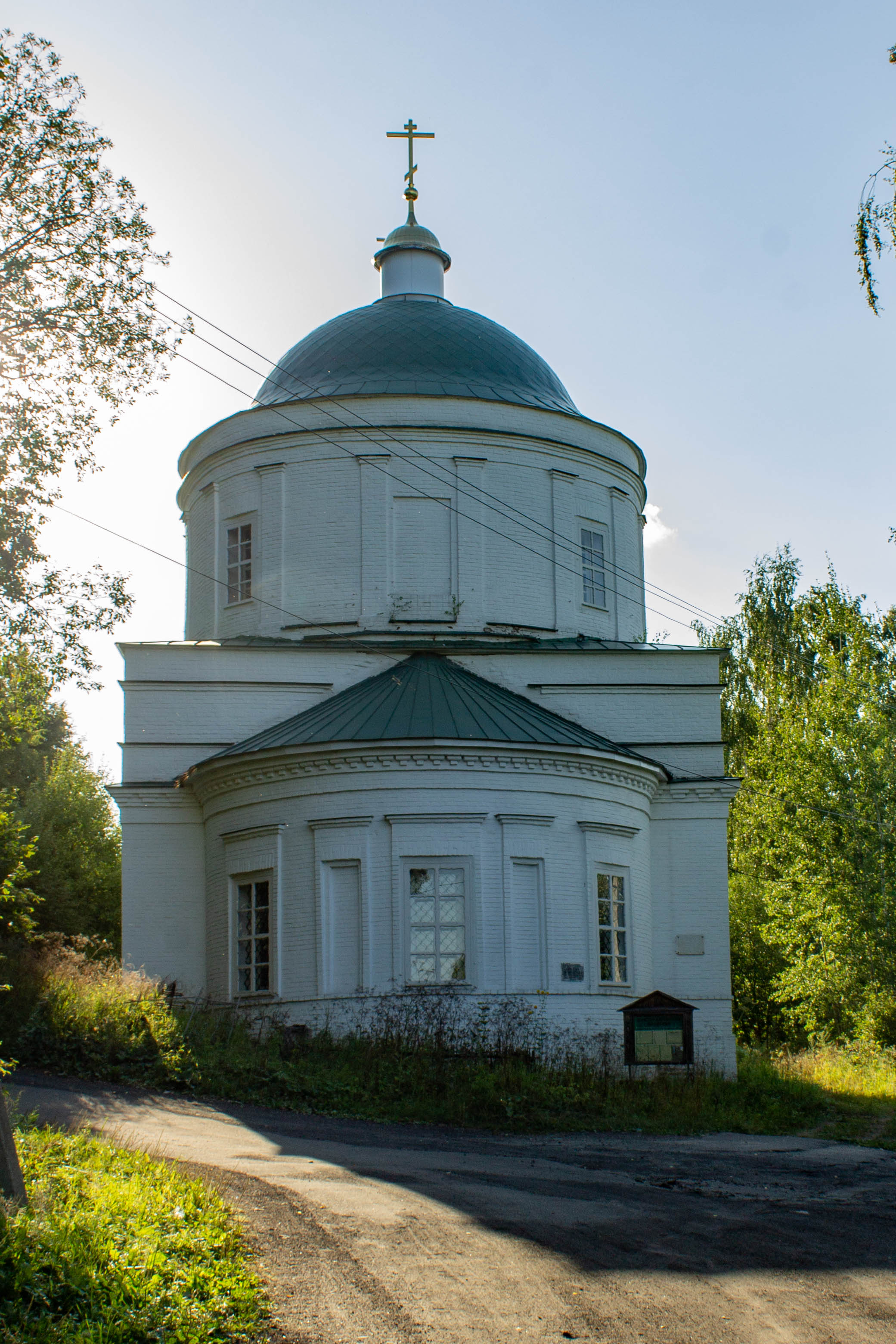
Преображенская церковь
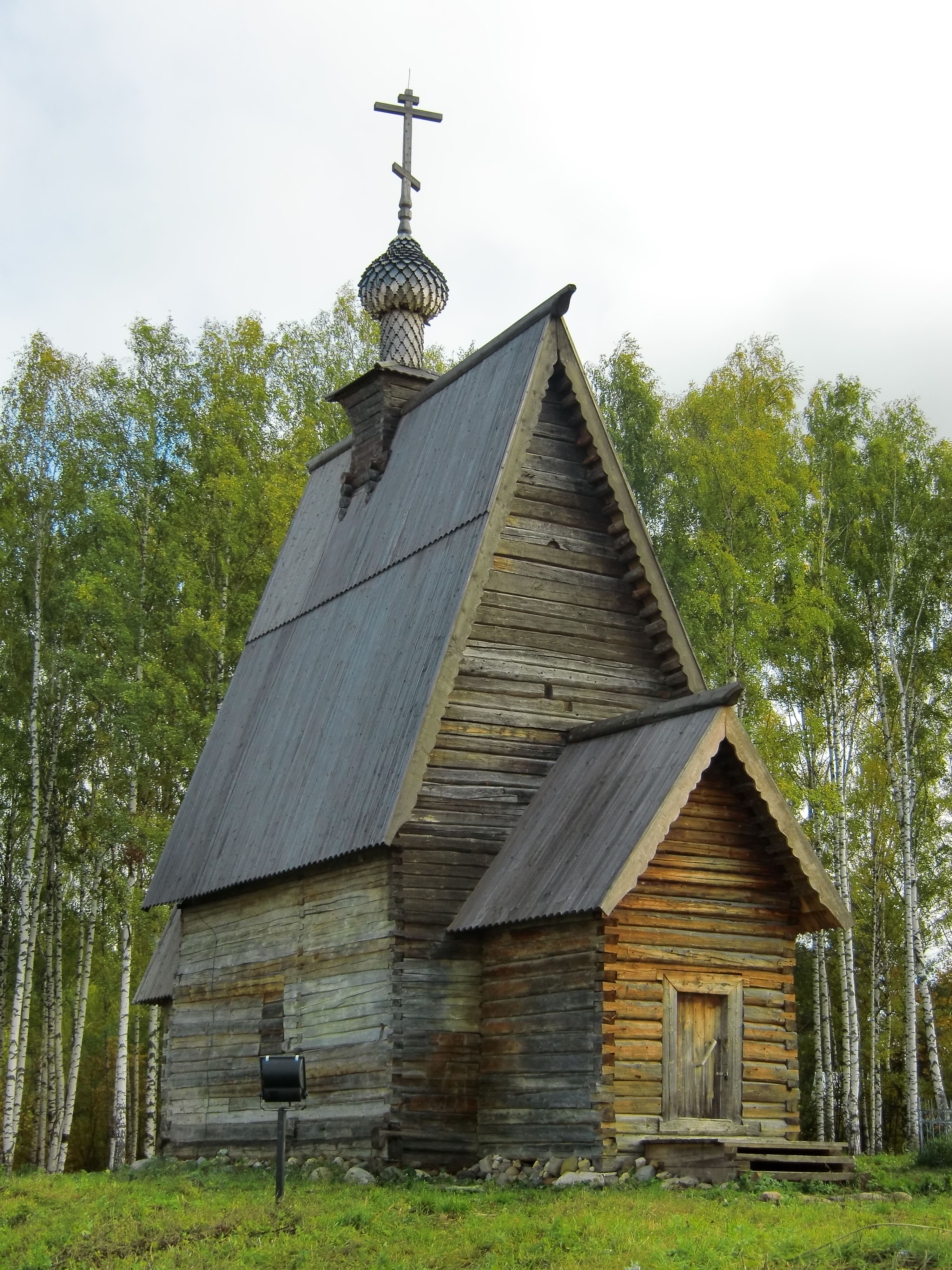
Деревянная церковь Воскресения, с. Билюково, 1699 г.
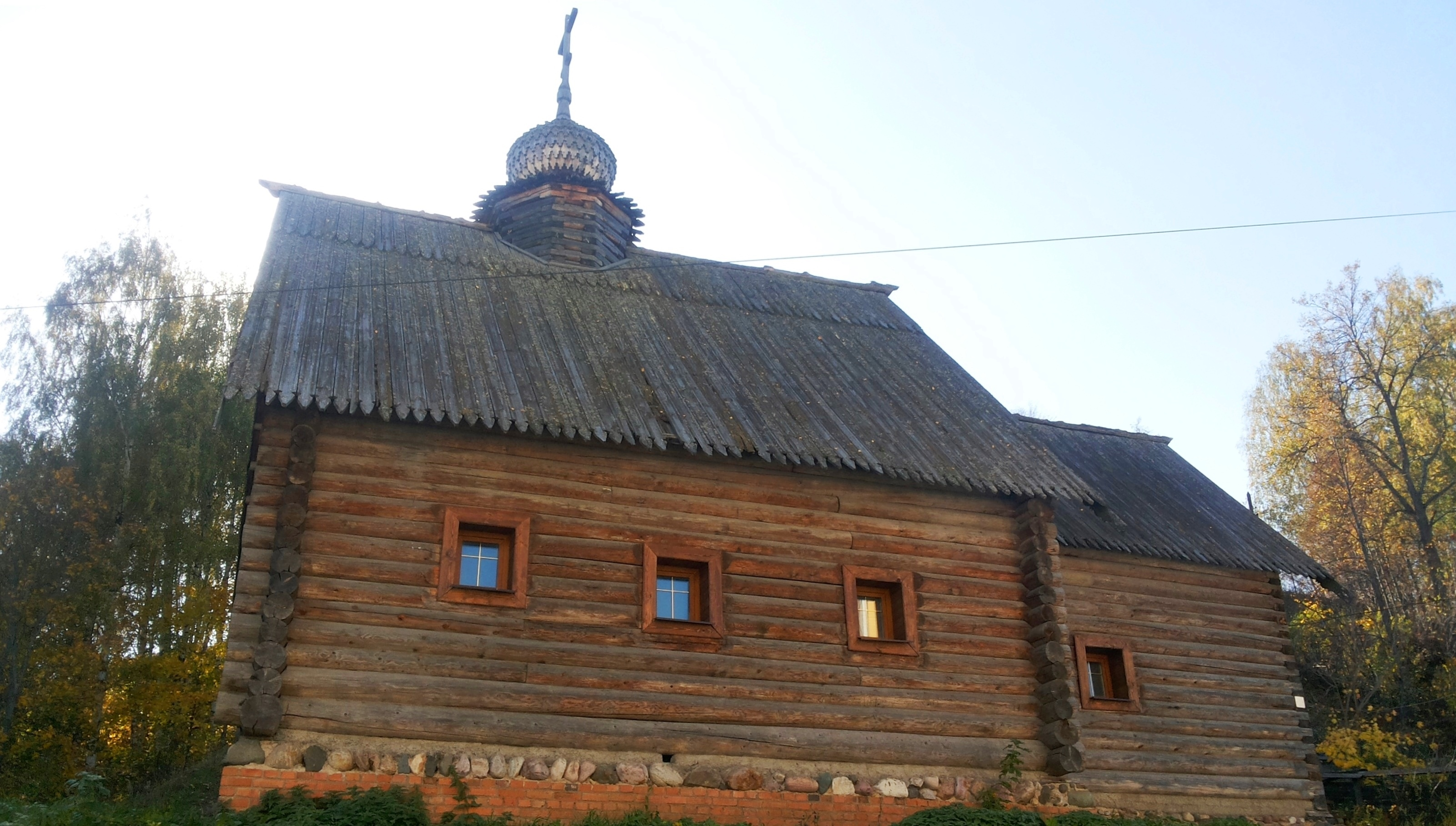
Церковь Архистратига Михаила, с. Антоново, 1825 г.
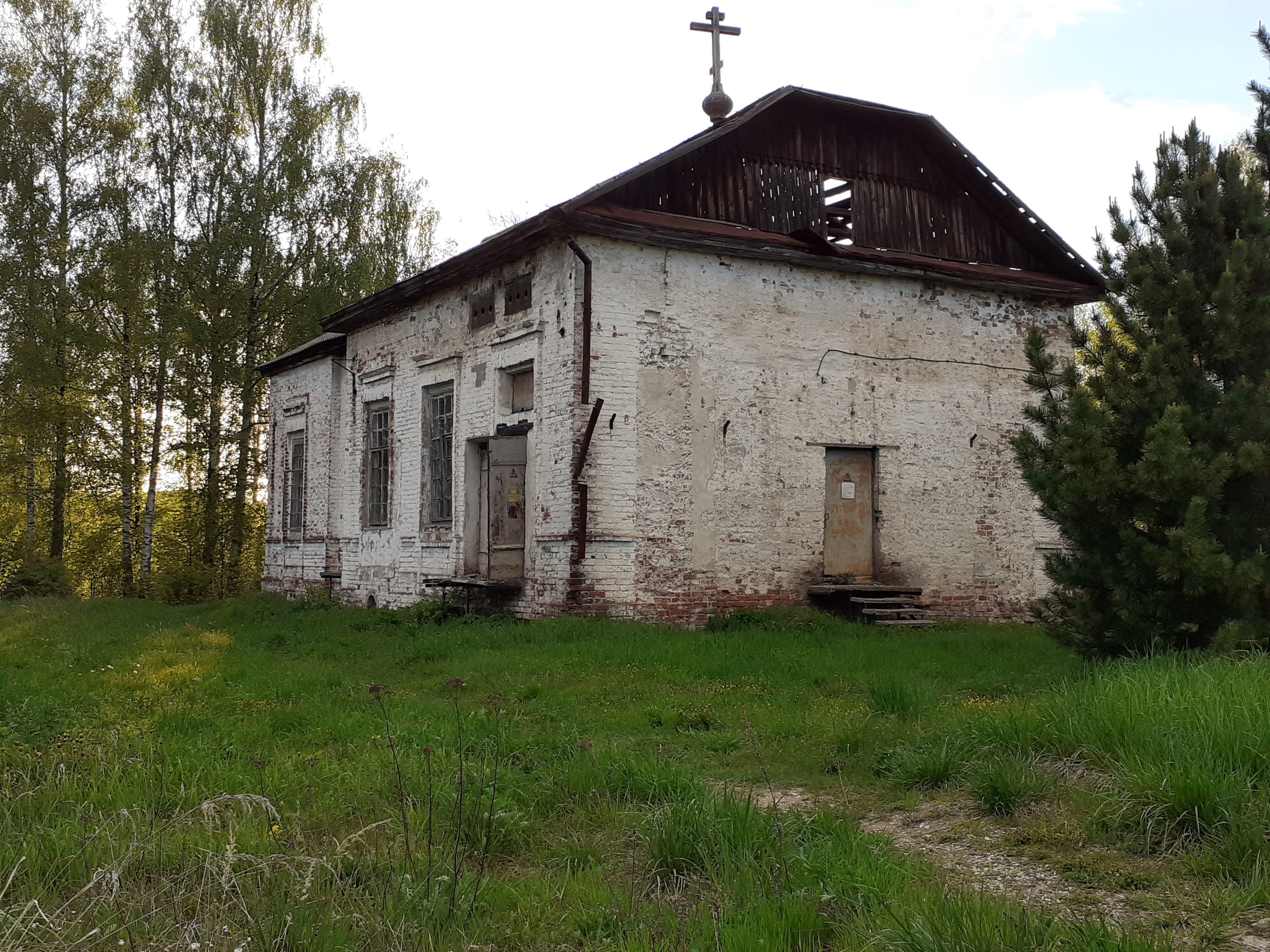
Петропавловская церковь

## Достопримечательности

### Музеи и выставочные залы
- В 1982 году создан Плёсский государственный историко-архитектурный и художественный музей-заповедник, объединяющий следующие отделы: Дом-музей И. И. Левитана[53], Музей пейзажа (с 1997 года)[54], постоянную экспозицию «Художественные промыслы Ивановского края»[55], музейно-выставочный комплекс «Присутственные места» с экспозицией «Древний Плёс и Ивановская земля» и Левитановский культурный центр с выставочными площадями (с 2012 г.). Музей пейзажа, расположенный в одном из первых каменных зданий в Плёсе — памятнике архитектуры XVIII века, является единственным в России[56]. В 2009 году музеем-заповедником была издана книга «Флора города Плёса»[57]. Коллекция музея насчитывает более 20 000 единиц хранения (более 70 000 предметов)[58].
- Работы современных художников можно увидеть в выставочном зале «Сообщества плёсских художников»[59]. В городе также имеются художественная галерея Л. Г. Николаева, арт-студия В. А. Панченко «Дебардакер»[60], галерея художественного стекла и живописи А. И. Тимофеева.
- Коллекцию фарфора, работ художника В. А. Фёдорова, русские лаки и лениниану показывает «Провинциальная арт-галерея-М».
- 20 декабря 2018 года открылась арт-галерея Елены Маньенан «Сельпо»[61].

### Памятники и монументы
- Памятник Исааку Левитану; скульптор — Н. В. Дыдыкин, архитектор — В. Л. Новиков. Установлен в 1974 году. Отреставрирован к 600-летию Плёса[62].
- Памятник князю Василию I, основателю второй плёсской крепости, работа скульптора С. С. Алёшина (1910).
- Современные скульптуры «Кошка» (автор О. И. Илларионов, прообраз — кошка художника В. А. Панченко по кличке Муха[63], установлена в 2008 году) и «Дачница» (предполагается, что её прообразом стала возлюбленная и спутница Левитана, русская художница Софья Кувшинникова[64], установлена в 2010 году).
- Памятник Фёдору Шаляпину — установлен в 2020 году на набережной города; автор — народный художник России Александр Рукавишников[65].

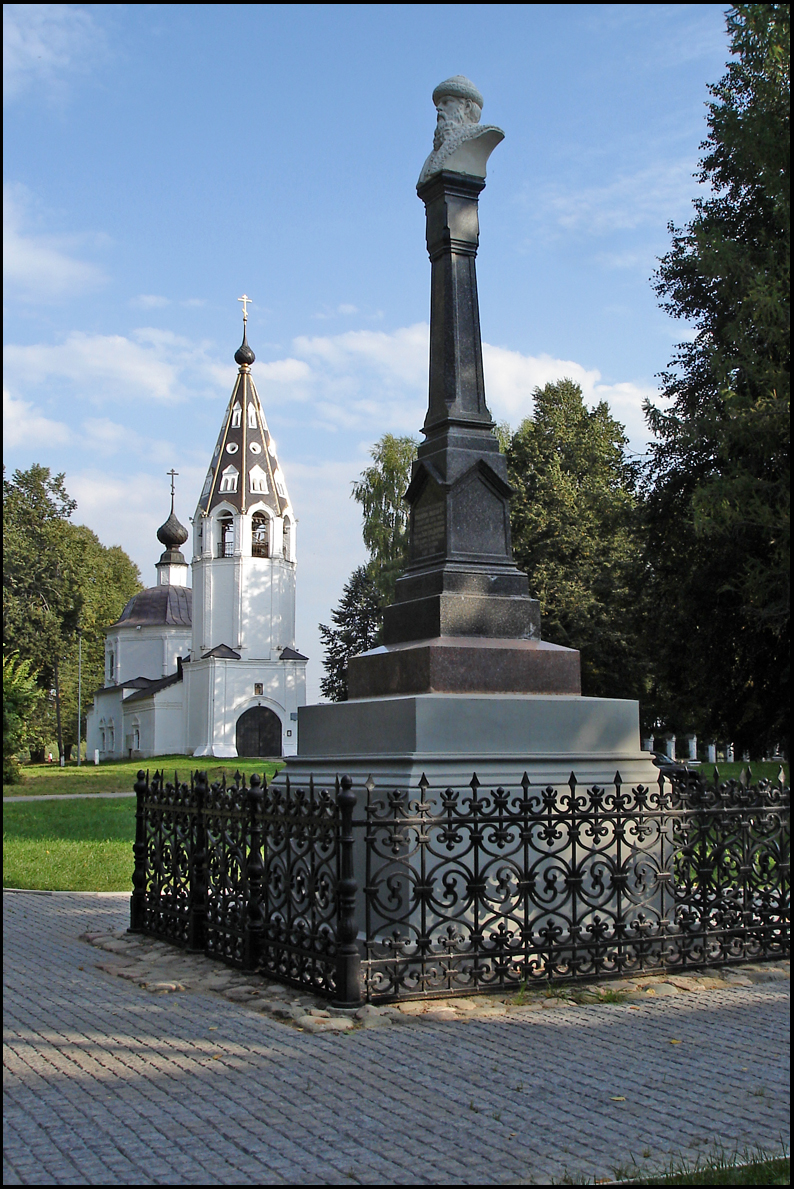
Памятник Василию I
Памятник Левитану
Скульптура «Кошка»
Скульптура «Дачница»

## Население
| 1814  | 1826  | 1848  | 1856  | 1861  | 1897  | 1931  | 1939  | 1959  |
| ----- | ----- | ----- | ----- | ----- | ----- | ----- | ----- | ----- |
| 1362  | ↗1681 | ↗2330 | ↗2400 | ↗2793 | ↘2200 | ↘2100 | ↗3559 | ↗4000 |
| 1979  | 1989  | 1992  | 1996  | 1998  | 2001  | 2002  | 2003  | 2005  |
| ↘3509 | ↗3615 | ↗4000 | ↘3800 | ↘3600 | ↘3400 | ↘2790 | ↗2800 | ↘2700 |
| 2006  | 2007  | 2009  | 2010  | 2011  | 2012  | 2013  | 2014  | 2015  |
| ↘2600 | →2600 | ↘2541 | ↘2340 | ↘2300 | ↘2248 | ↘2196 | ↘2089 | ↘1984 |
| 2016  | 2017  | 2018  | 2019  | 2020  | 2021  |       |       |       |
| ↘1893 | ↘1796 | ↘1766 | ↘1751 | ↘1732 | ↗1896 |       |       |       |

На 1 января 2025 года по численности населения город находился на 1117-м месте из 1124 городов Российской Федерации.

## Образование
В городе действуют: дошкольное образовательное учреждение — детский сад-ясли «Радуга», средняя общеобразовательная школа, детская школа искусств (музыка, изобразительное искусство), отделение детско-юношеской спортивной школы (лыжи), колледж бизнеса и туризма.

## Культура

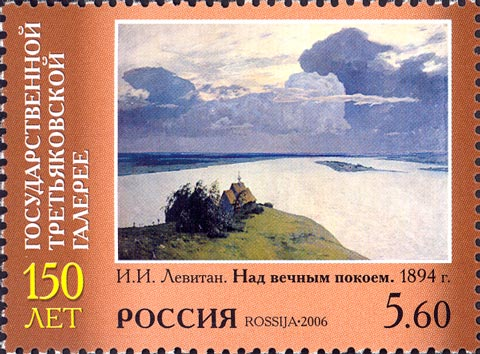
Исаак Левитан, «Над вечным покоем», 1894, церковь в Плёсе. Почтовая марка России, 2006, художник марки А. Дробышев

### Фестивали
- С 2006 года каждое лето в Плёсе проводится ежегодный российский фестиваль моды «Плёс на Волге. Льняная палитра»[83].
- С 2007 года в городе ежегодно проводится Международный кинофестиваль «Зеркало» имени Андрея Тарковского.
- С 2008 года в Плёсе проходит Левитановский музыкальный фестиваль.
- С 2015 года в Плёсе проводится Дачный фестиваль имени Шаляпина[84].
- C 2017 года Плёс принимает камерную программу Московского Пасхального фестиваля[85].
- Также с 2017 года в городе проводятся Плёсский спортивный[86] (каждое лето) и анимационный[87] фестивали.
- Событийный сезон — 2018 был объявлен «Годом Италии в Плёсе»[88]. Проект, реализованный при поддержке Посольства Италии в Москве и Министерства культуры Российской Федерации, тематически объединил крупные события в Плёсе в 2018 году: Московский Пасхальный фестиваль, Дачный фестиваль имени Шаляпина, Плёсский спортивный фестиваль, Плёсский анимационный фестиваль[89].
- В 2023 году, после 5 летнего перерыва, в Плёсе прошёл Дачный фестиваль имени Шаляпина.

### Фильмы, снимавшиеся в Плёсе
В городе расположен Дом творчества Союза театральных деятелей России. В нём, в частности, снимали значительную часть сцен фильма «Почти смешная история», в которых были запечатлены многие уникальные городские уголки Плёса.
- 1938 — «Минин и Пожарский», реж. Всеволод Пудовкин. (Упоминается в Истории со ссылкой на Плёсские чтения XII)
- 1959 — «Девичья весна», реж. Вениамин Дорман, Генрих Оганесян.
- 1966 — «Текут по России реки» (документальный фильм).
- 1972 — «Великие голодранцы», реж. Лев Мирский.
- 1976 — «Два капитана», реж. Евгений Карелов.
- 1977 — «Почти смешная история», реж. Пётр Фоменко.
- 1984 — «Жестокий романс», реж. Эльдар Рязанов.
- 1993 — «Провинциальный бенефис», реж. Александр Белинский.
- 1999 — «Китайскій сервизъ», реж. Виталий Москаленко.
- 2006 — «Золотой телёнок», реж. Ульяна Шилкина.

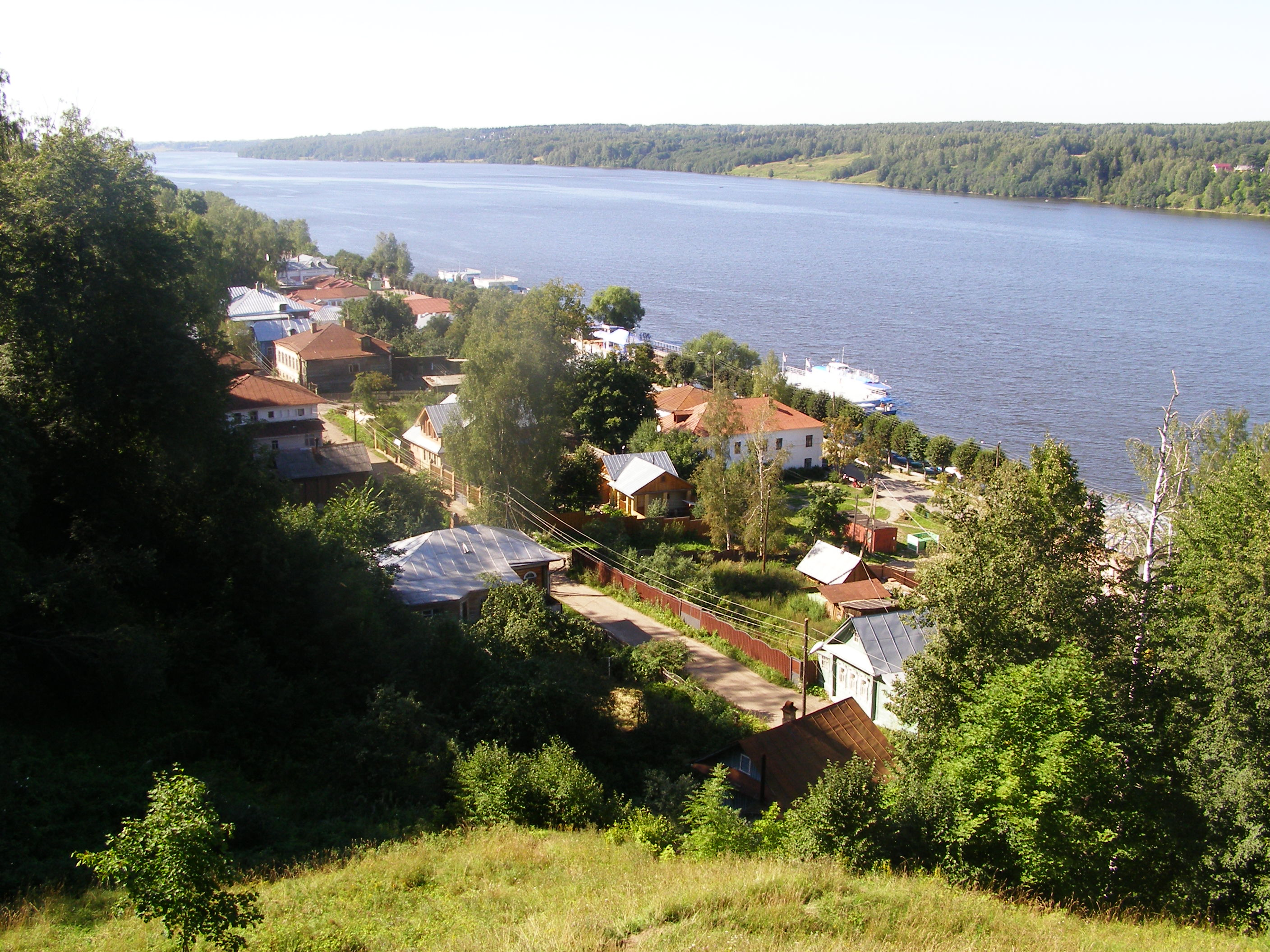
Вид на Плёс и Волгу с Соборной горы
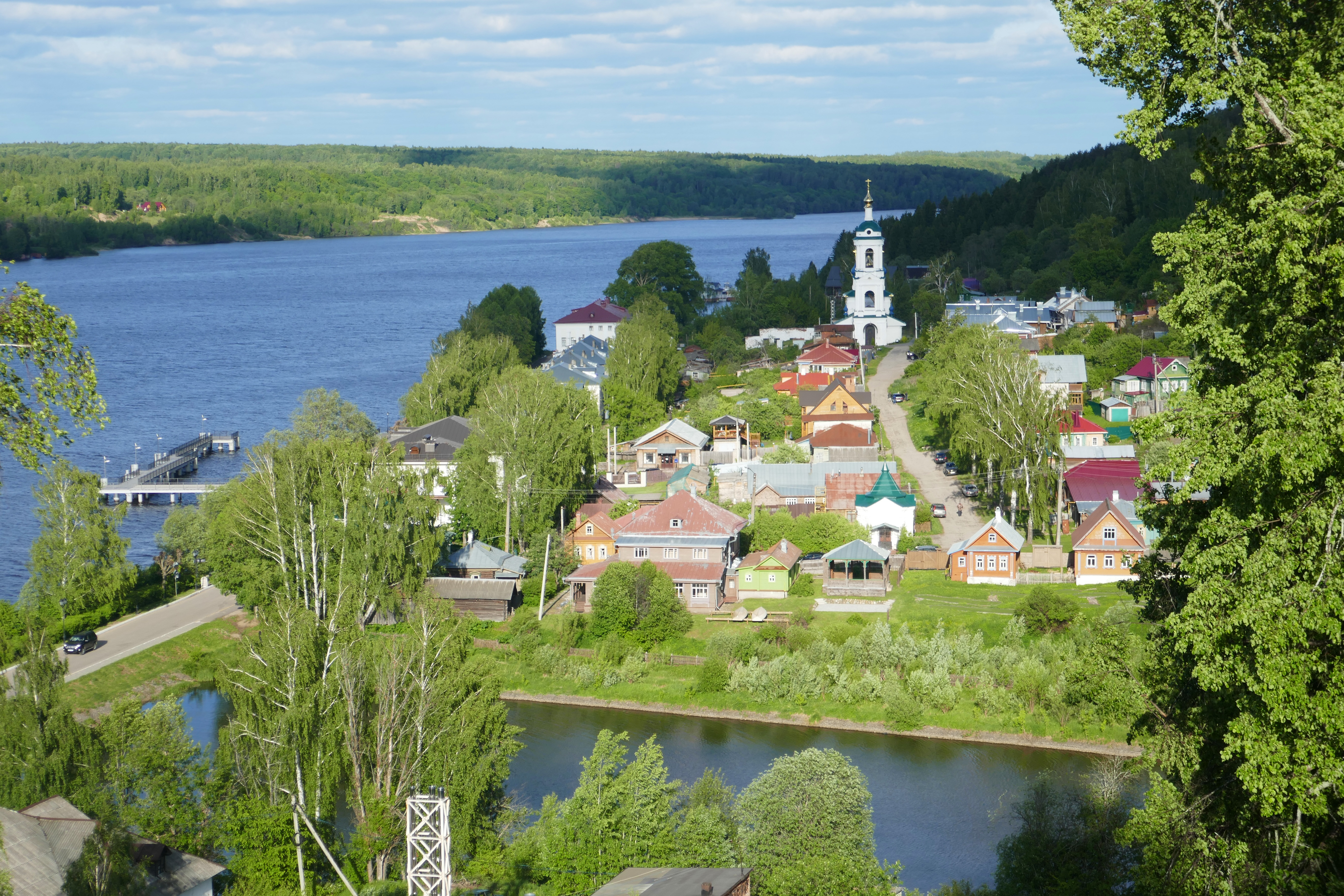
Вид на Волгу и устье Шохонки
Гора Левитана
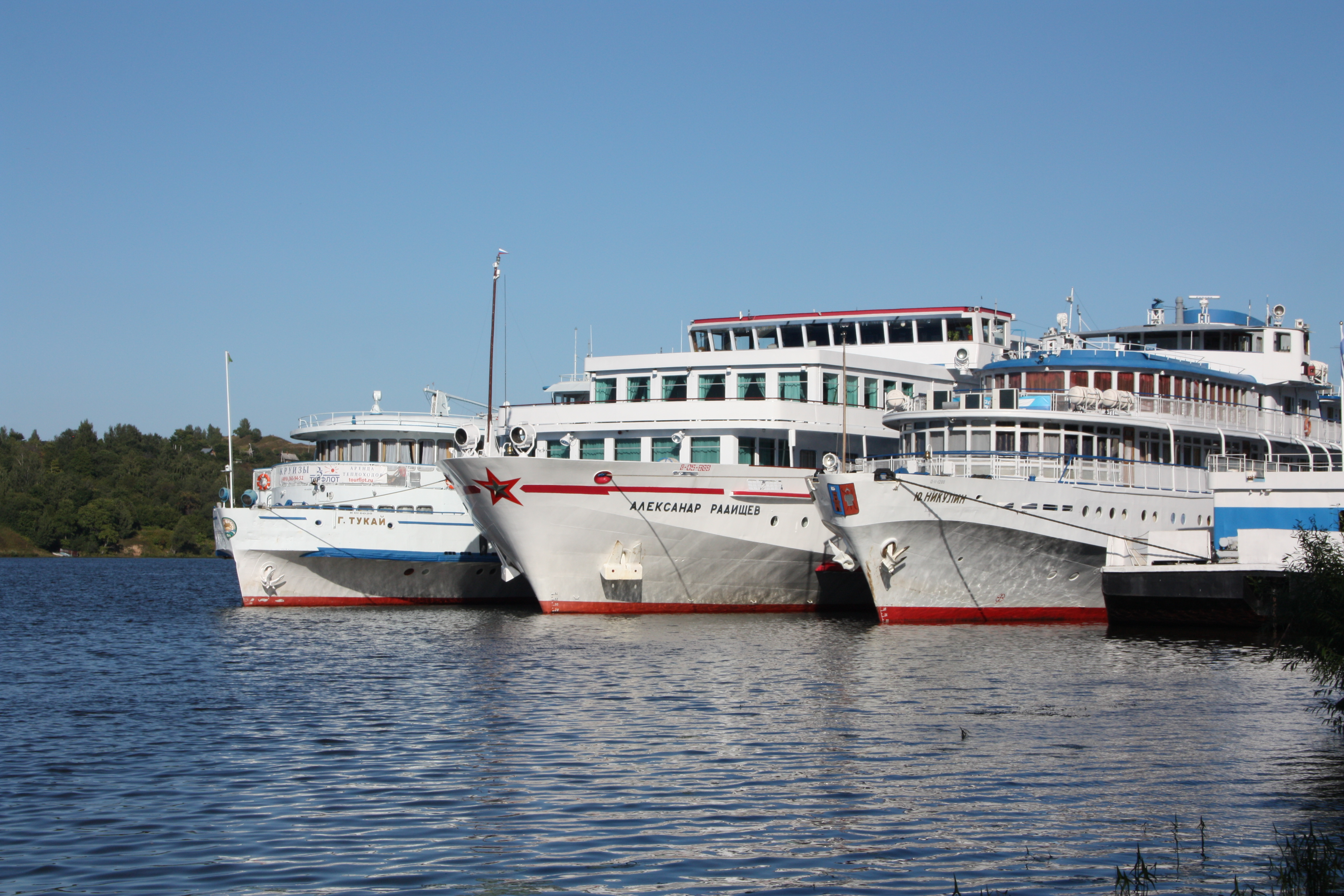
Теплоходы у Плёса
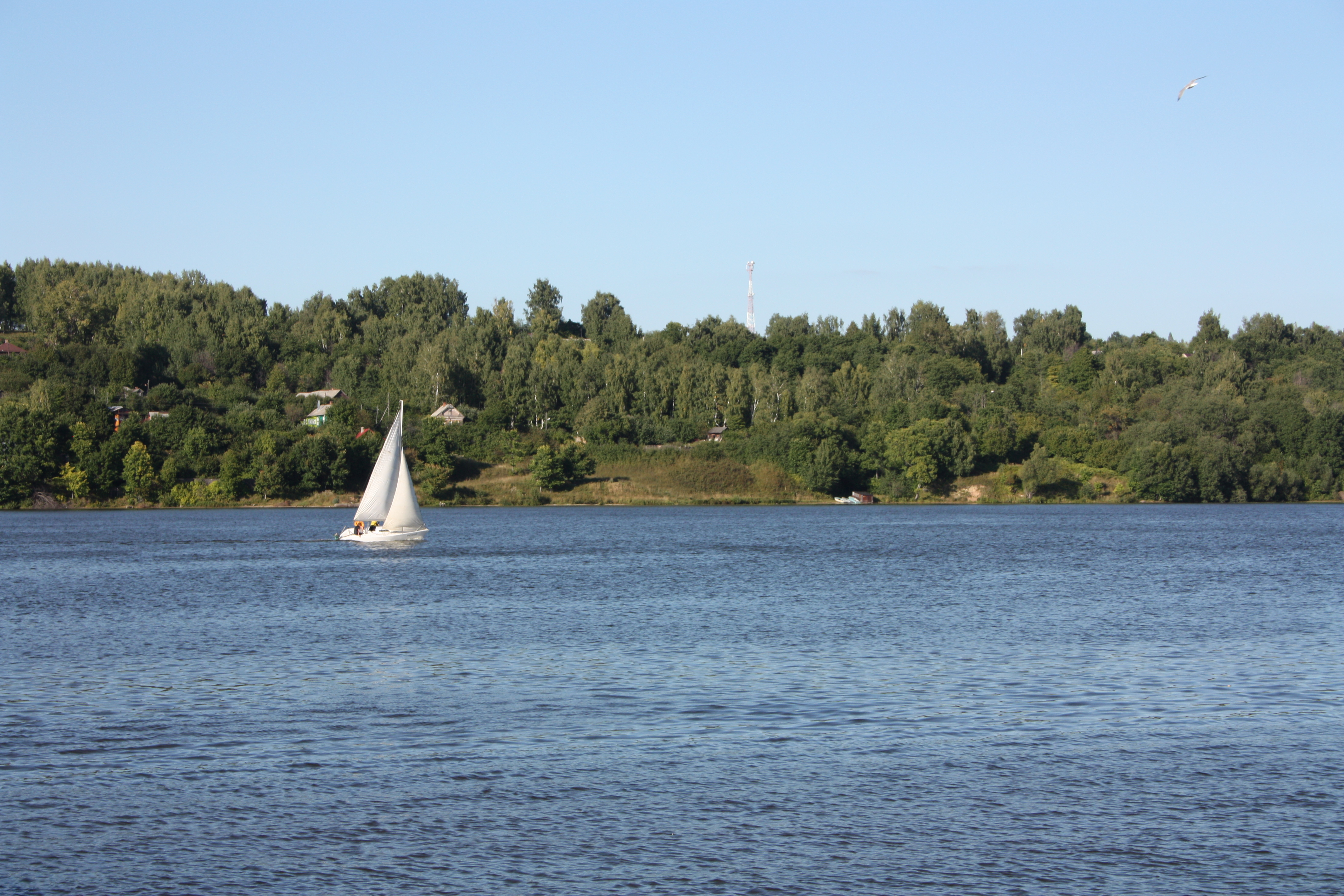
Плёс. Вид на Волгу

## Администрация
1 октября 2015 года председателем Совета Плёсского городского поселения был избран Тимербулат Олегович Каримов

## Люди, связанные с Плёсом
Плёс издавна привлекал многих — здесь бывали и творили известные художники: Илья Репин, Фёдор Васильев, Алексей Саврасов, Борис Пророков, Николай Жуков, Мануил Аладжалов, Сергей Виноградов, Алексей Корин. Тесно был связан с Плёсом Исаак Левитан, создавший здесь большинство своих произведений живописи. В 1910 году Плёс посетил Фёдор Шаляпин, в 1912 году выкупивший в окрестностях Плёса пустошь Хмельницы и построивший там в 1914 году дачный дом.
В 1960 году в Плёсе побывал и создал серию живописных произведений Юрий Межиров, впоследствии народный художник России. С 1985 года здесь живёт художник Виталий Панченко (род. 1961), организовавший арт-студию, разместивший в ней коллекцию своих работ, и возглавляющий творческий союз «Сообщество плёсских художников». В 1989 году в Плёсе поселился художник Лев Николаев (род. 1958), создавший художественную галерею со своими работами. С 2006 года здесь живёт заслуженный художник России Александр Тимофеев (род. 1941), открывший в собственном доме музей своих работ из цветного стекла и акварели.
В Плёсе родились литератор Николай Смирнов (1898—1978) и актёр Лев Борисов (1933—2011).

## Города-побратимы
- Онфлёр (Франция)[97]
- Городец (Россия)[98]